# Włostowo (przystanek kolejowy)
Włostowo – przystanek kolejowy położony we wsi Chwałkowo w województwie wielkopolskim, w powiecie gostyńskim, w gminie Krobia.

## Ruch pasażerski
| Rok  | Wymiana pasażerska na dobę |
| ---- | -------------------------- |
| 2017 | 10-19                      |
| 2022 | 10-19                      |

## Krótki opis
Budynek używany zgodnie z przeznaczeniem. Pod koniec roku 1995 kasę zamknięto, a na przejeździe kolejowo-drogowym usunięto rogatki.